# Gyula Lázár
Gyula Lázár (* 24. Januar 1911 in Füzesgyarmat, Komitat Békés, Österreich-Ungarn; † 27. Februar 1983 in Budapest, Ungarn) war ein ungarischer Fußballspieler und Fußballtrainer, der in den 1930er und 40er Jahren mit Ferencváros fünf Meistertitel und den Mitropacup gewann und mit der ungarischen Nationalmannschaft 1938 Vizeweltmeister wurde.

## Vereinskarriere
Der Außenläufer Lázár geb sein Debüt in der höchsten ungarischen Spielklasse im Jahr 1930 für den Ferencvárosi FC. Dort eroberte er sich rasch einen Stammplatz neben György Sárosi (der damals noch nicht im Sturm spielte) und Antal Lyka in der Läuferreihe der Grün-Weißen. 1932 gewann die Mannschaft von Trainer Zoltán Blum die Meisterschaft gewinnen, ohne dabei auch nur einen Punkt abzugeben. In der Folgesaison musste man sich zwar mit dem dritten Platz begnügen, neben dem Cupsieg durch ein 11:1 gegen den Újpesti FC konnte sich Lázár aber auch durch die Wahl zum Spieler des Jahres schadlos halten.
Der schlanke und leichtfüßige Außenläufer entwickelte sich zu einem der besten Deckungsspieler Ungarns, der gleichermaßen durch seine Spielintelligenz und Eleganz wie durch sein Arbeitspensum zu überzeugen wusste und bei den Zusehern den Spitznamen Tanár úr (Herr Lehrer) erwarb. Schon 1934 folgte der nächste Meistertitel, im Mitropacup scheiterten die Franzensstädter aber im Halbfinale an der AGC Bologna. Im nächsten Jahr erreichte Lázár mit Ferencváros im selben Bewerb das Finale, dort erwies sich die Prager Sparta als zu stark.
Der große internationale Erfolg stellte sich erst 1937 ein, als die Mannschaft, bei der Lázár jetzt mit Gyula Polgár und István Béla Magda die Deckung bildete, mit Siegen über Slavia Prag, den First Vienna FC und den FK Austria Wien des Mitropacupfinale erreichte und dort die SS Lazio mit einem Gesamtscore von 9:6 schlug. Auch in der Meisterschaft lief es wieder für die Mannschaft aus dem IX. Bezirk Budapests und es gelangen drei Titel in den nächsten vier Jahren.
Im Jahr 1943 beendete er seine Laufbahn bei Ferencváros und war noch für den Szentlőrinci AC und den Herminamezei AC tätig.

## Nationalmannschaft
Lázárs Fähigkeiten blieben auch den Verantwortlichen für die nationale Auswahl nicht lange verborgen und so gab er sein Debüt schon im April 1931 bei einem 6:2-Sieg gegen die Schweiz im Rahmen des Nationencup. Danach zählte er in den nächsten Jahren auf der linken Läuferposition zum festen Stamm der Nationalmannschaft und gehörte unter anderem auch jener Mannschaft an, die die Engländer 1934 in Budapest mit 2:1 besiegten.
Auch bei der Weltmeisterschaft 1934 war Lázár gesetzt und bestritt beide Spiele der Ungarn, die im Viertelfinale an Österreich scheiterten. Im Oktober 1936 gelang ihm bei einem 2:1 gegen Rumänien sein einziger Treffer.
Bei der Weltmeisterschaft 1938 stand er im Eröffnungsspiel gegen Niederländisch-Indien auf der ungewohnten Position des rechten Läufers, wechselte aber ab dem Viertelfinale wieder auf die linke Seite. Dort spielte er auch das Finale gegen Italien, das mit 2:4 verloren ging.
Auch nach der Weltmeisterschaft spielte er weiter im Nationalteam, nun häufig an der Seite von Béla Sárosi, ehe er im April 1941 mit einem 0:7 gegen Deutschland sein 49. und letztes Spiel absolvierte.

## Trainerkarriere
Lázár gehörte zum Trainerstab der ägyptischen Nationalmannschaft, die unter der Leitung seines Landsmannes Pál Titkos den Sieg beim Afrikacup 1959 holte. In den 1960er Jahren war er in Griechenland tätig.

## Erfolge
- Vizeweltmeister 1938
- Afrikacupsieger 1959 (als Trainer)
- Mitropapokalsieger 1937
- Mitropapokalfinalist 1935
- 5× Ungarischer Meister: 1931/32, 1933/34, 1937/38, 1939/40, 1940/41
- 4× Ungarischer Pokalsieger: 1932/33, 1934/35, 1941/42, 1942/43
- 49 Spiele und 1 Tor für die ungarische Fußballnationalmannschaft: 1931–1941